# NetAachen

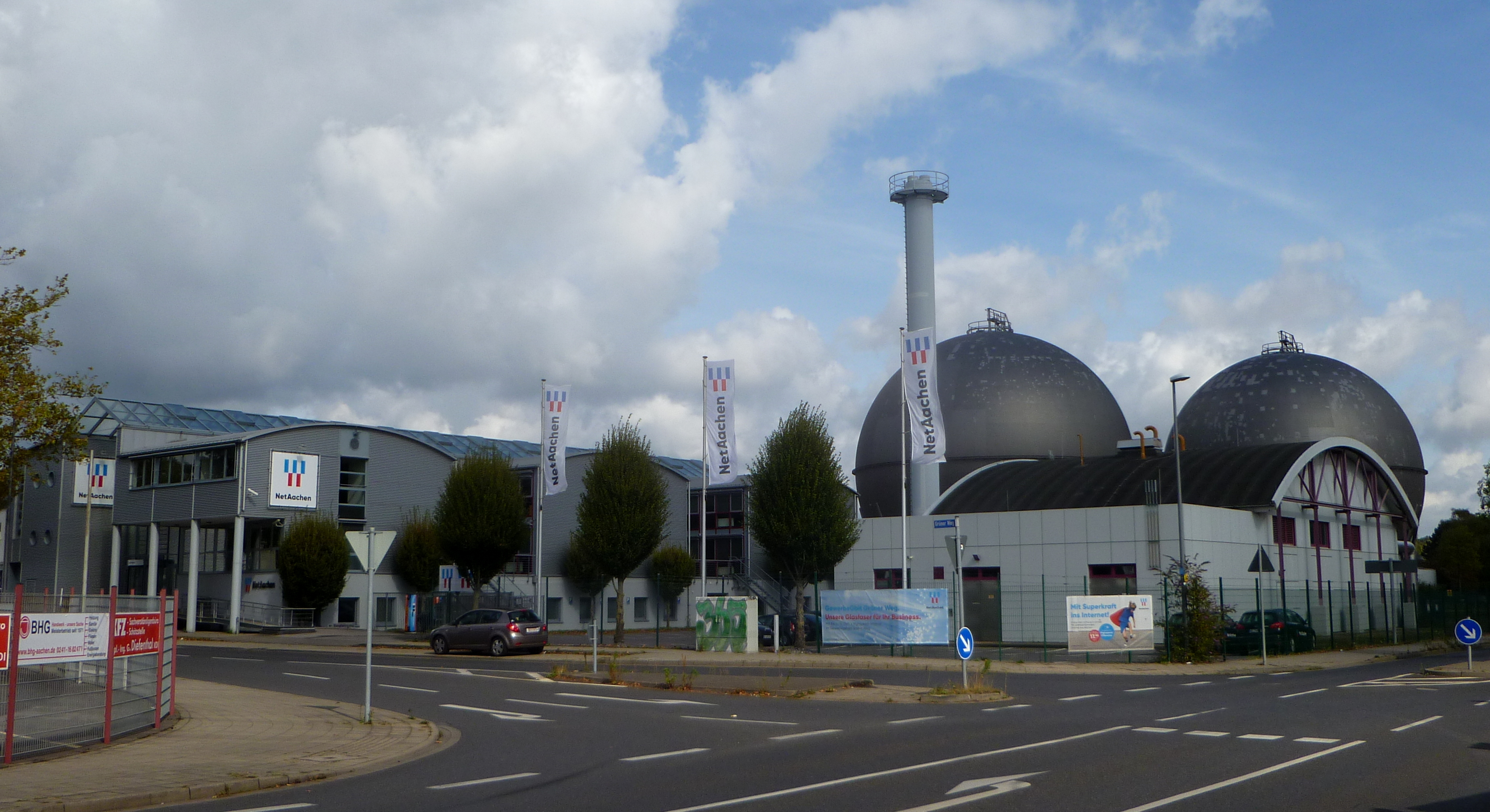
NetAachen-Zentrale am Grünen Weg neben den Kugelgasbehältern der STAWAG

NetAachen ist ein regionaler Telekommunikationsdienstleister, Kabelnetzbetreiber und Internet Service Provider in der Städteregion Aachen sowie den Kreisen Düren und Heinsberg. NetAachen betreibt ein eigenes Telekommunikationsnetz.

## Geschichte
Das Unternehmen wurde am 1. Januar 2009 als Joint Venture der beiden Regio-Carrier NetCologne mit 84 Prozent und der accom GmbH & Co. KG, einem Tochterunternehmen der Stawag, mit 16 Prozent gegründet. Das neue Unternehmen hat zum 1. April 2009 in Verbindung mit einem eigenen werblichen Auftritt den operativen Betrieb aufgenommen.

## Produkte
Das Unternehmen bietet seinen Kunden analoge Telefonanschlüsse (nur für Altkunden oder in Verbindung mit NetDSL), ISDN-Anschlüsse, ADSL-Anschlüsse, Glasfaser-DSL, Mobilfunk, Kabelanschluss, Domain- und Homepage-Services für Geschäfts- und Privatkunden sowie für Geschäftskunden diverse Telefondienste.
Bei alten Verträgen wird alle 12 Stunden eine Zwangstrennung durchgeführt, bei neuen Anschlüssen mit VoIP entfällt die Zwangstrennung in der Praxis. Die Buchung einer festen IP-Adresse ist sowohl für Business- als auch Privatkunden möglich. Dort entfällt die Zwangstrennung gänzlich.

## Eigene Netzinfrastruktur

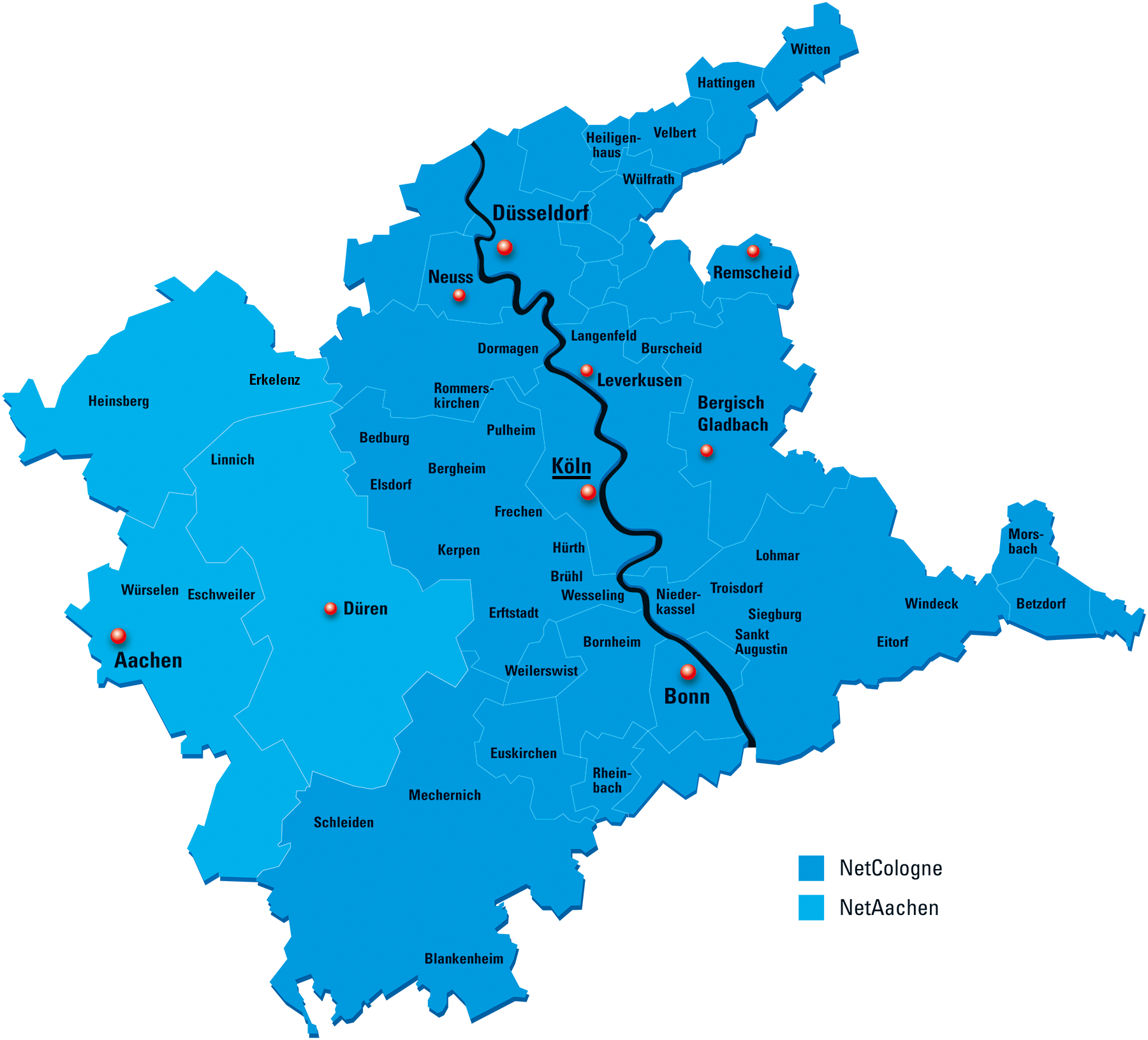
Netz- und Verbreitungsgebiet

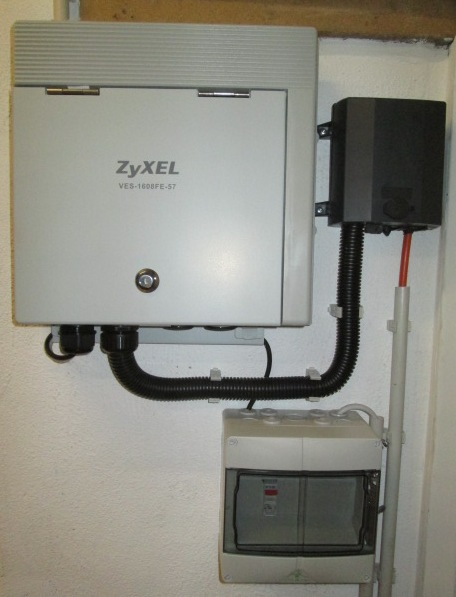
NetAachen-Netzabschluss FTTB

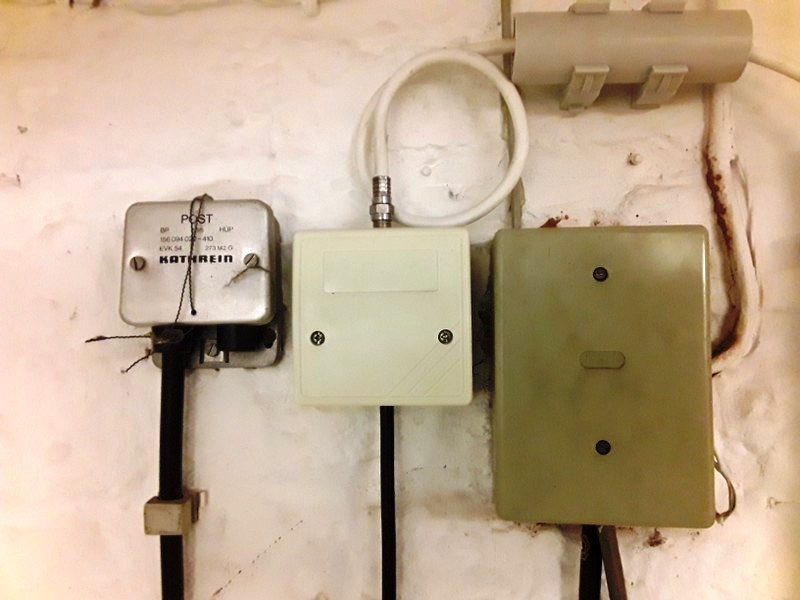
NetAachen-Netzabschluss mit Koaxialkabel (HFC) und Galvanisches Trennglied (Mitte)

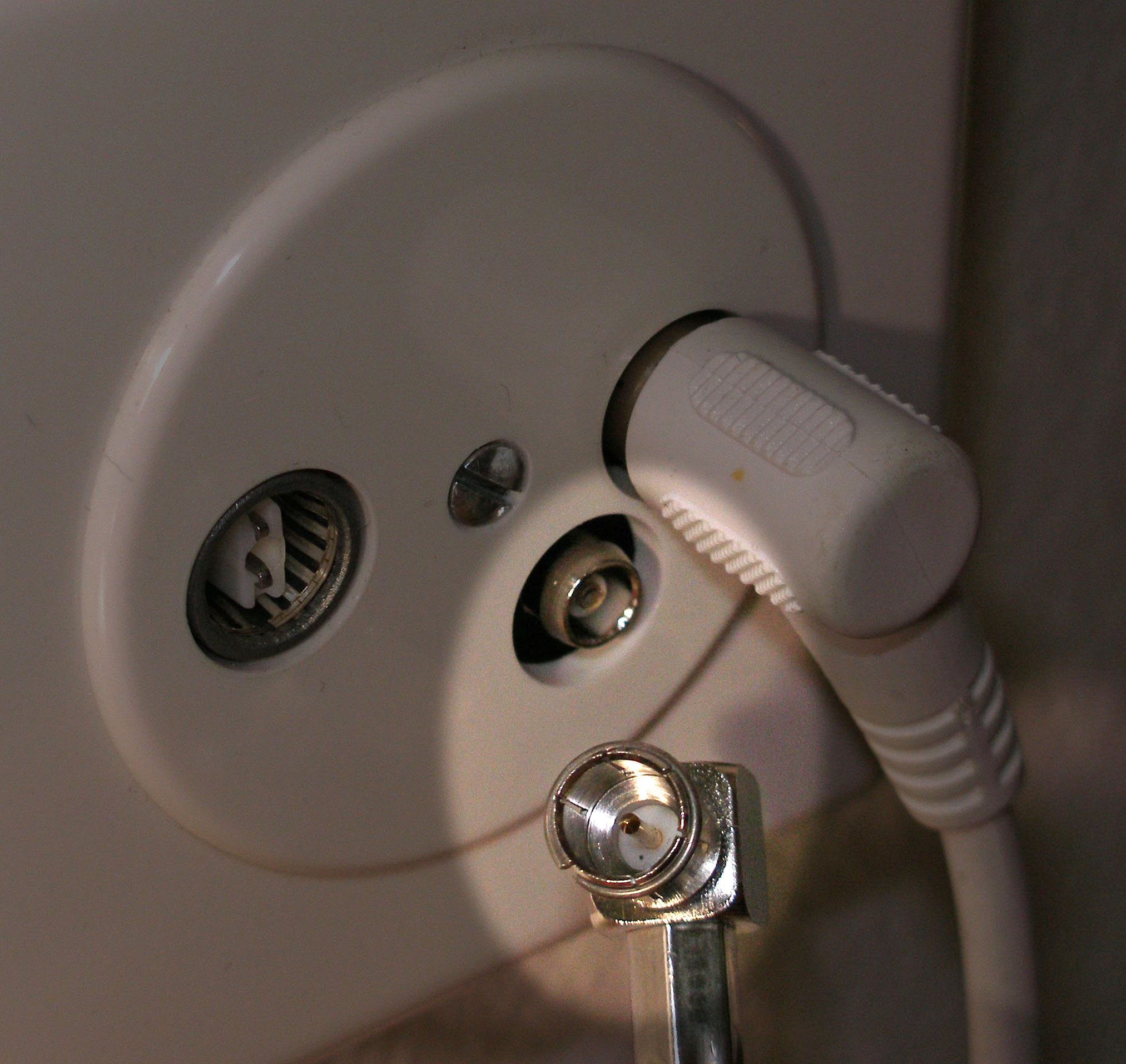
NetAachen verwendet bei HFC-Anschlüssen WICLIC-Steckverbinder

Im Internet veröffentlicht NetAachen keine Karte über die eigene Netzinfrastruktur. Seit 2010 baut das Unternehmen in Aachen für ca. 20 Millionen Euro 6.500 Häuser innerhalb des Alleenrings, im Rehmviertel und im Frankenberger Viertel das Glasfasernetz aus. Dabei werden die Glasfasern bis in die Keller der Häuser gelegt (sog. „Fibre to the Building“, kurz „FTTB“) und innerhalb der Objekte die vorhandenen Kupferleitungen verwendet. In der Regel jedoch kein FTTH „Fibre to the Home“. Hierbei ist das Unternehmen eine Kooperation mit der Deutschen Telekom eingegangen. Mit dieser Technologie sind Datenübertragungsraten von bis zu 1000 Mbit/s im Download und 100 Mbit/s im Upload möglich.
VDSL-Ausbaugebiete: Aachen-Mitte sowie die Stadtbezirke Brand, Haaren, und Laurensberg. Außerdem werden Alsdorf, Düren, Geilenkirchen, Herzogenrath, Linnich, Würselen und die Nord-Eifel vereinzelt versorgt. Aachen Süd und Eilendorf werden zurzeit ausgebaut.
Einige Objekte in Aachen werden über ein Hybrid-Fibre-Koax-Netz (kurz HFC) mit Fernsehen sowie Internet/Telefonie mit Datenübertragungsraten von bis zu 50 Mbit/s im Download und 10 Mbit/s im Upload versorgt.
Wo noch kein Ausbau von NetAachen vorhanden ist, mietet das Unternehmen für DSL-Anschlüsse die sogenannte letzte Meile, von der Deutschen Telekom an.
Im Geschäftsjahr 2013 investierte das Unternehmen 3,6 Millionen Euro und hatte einen Umsatz von 34 Millionen Euro.
NetAachen stellt das eigene Netz als Open Access anderen Wettbewerbern zur Verfügung.

## Digitales Fernsehen
Das Unternehmen bietet mit MultiKabel digitales Fernsehen an. Das Programmangebot von NetAachen stammt vom Anbieter KabelKiosk, Eutelsat, teilweise speist NetAachen die Programme selber ein. Insgesamt bietet NetAachen über MultiKabel ca. 330 TV- und Radioprogramme sowie zusätzlich IPTV mit rund 100 Sendern in HD unter dem Namen NetTV an. Am 30. Januar 2019 wurde die analoge Verbreitung von Fernsehprogrammen eingestellt und ausschließlich digital TV (DVB-C) eingespeist.

## Produkte
- Analoge Telefonanschlüsse (nur für Altkunden oder in Verbindung mit NetDSL)
- ISDN-Anschlüsse
- DSL-Anschlüsse
  - Privatkunden-DSL bis 250 Mbit/s in Empfangsrichtung und bis 50 Mbit/s in Senderichtung
  - Firmenkunden
    - DSL bis 18 Mbit/s in Empfangsrichtung und 192 kbit/s bis 1 Mbit/s in Senderichtung
    - G.SHDSL.bis 20 Mbit/s in Empfangs- und Senderichtung
    - SVDSL bis 100 Mbits/s in Empfangs- und Senderichtung
- FTTB-VDSL für Privatkunden von 50 Mbit/s bis 1000 Mbit/s in Empfangsrichtung und 10 Mbit/s bis 100 Mbit/s in Senderichtung
- Multikabel-Anschlüsse (HFC) für Privatkunden von 10 Mbit/s bis 400 Mbit/s in Empfangsrichtung und 1 Mbit/s bis 40 Mbit/s in Senderichtung
- Mobilfunk (Vodafone-Netz mit LTE bis 50 Mbit/s)
- Kabelanschluss Premium
- Programmpakete für Unterhaltung, Film, Sport...
- Kabelanschluss Premium + HDTV
- Domain- und Homepage-Services für Geschäfts- und Privatkunden
- Für Geschäftskunden: Telefondienste – unter anderem Telefonanlagen, Internetdienste, Festverbindungen und Corporate Networks, Komplettlösungen inklusive Serverhousing